# Кабурунгу, Станислас
Станислас Кабурунгу (рунди Stanislas Kaburungu, 7 октября 1935 года, Бурунди) — католический прелат, епископ Нгози с 5 сентября 1968 года по 14 декабря 2002 год.

## Биография
3 сентября 1961 года Станислас Кабурунгу был рукоположён в священника.
5 сентября 1968 года Римский папа Павел VI назначил Станисласа Кабурунгу епископом Нгози. 25 января 1969 года состоялось рукоположение Станисласа Кабурунгу в епископа, которое совершил архиепископ Гитеги Андре Макаракиза в сослужении с епископом Бурури Жозе Мартеном и епископом Муйинги Нестором Бихондой.
14 декабря 2002 года подал в отставку.